# Clorură de sulfuril
Clorura de sulfuril este un compus anorganic cu formula chimică SO2Cl2. La temperatura camerei, este un lichid incolor, cu un miros înțepător. Clorura de sulfuril nu se găsește în natură, așa cum se poate deduce din hidroliza sa rapidă. Este obținută prin acțiunea clorului asupra gazului sulfuros sub influența razelor solare sau în prezența unui catalizator (camfor sau cărbune activ).
Clorura de sulfuril este deseori confundată cu clorura de tionil, SOCl2. Proprietățile acestor două oxicloruri de sulf sunt destul de diferite: clorura de sulfuril este o sursă de clor, în timp ce clorura de tionil este o sursă de ioni de clor. O denumire alternativă IUPAC este diclorură de sulfuril.